# ボグラチ

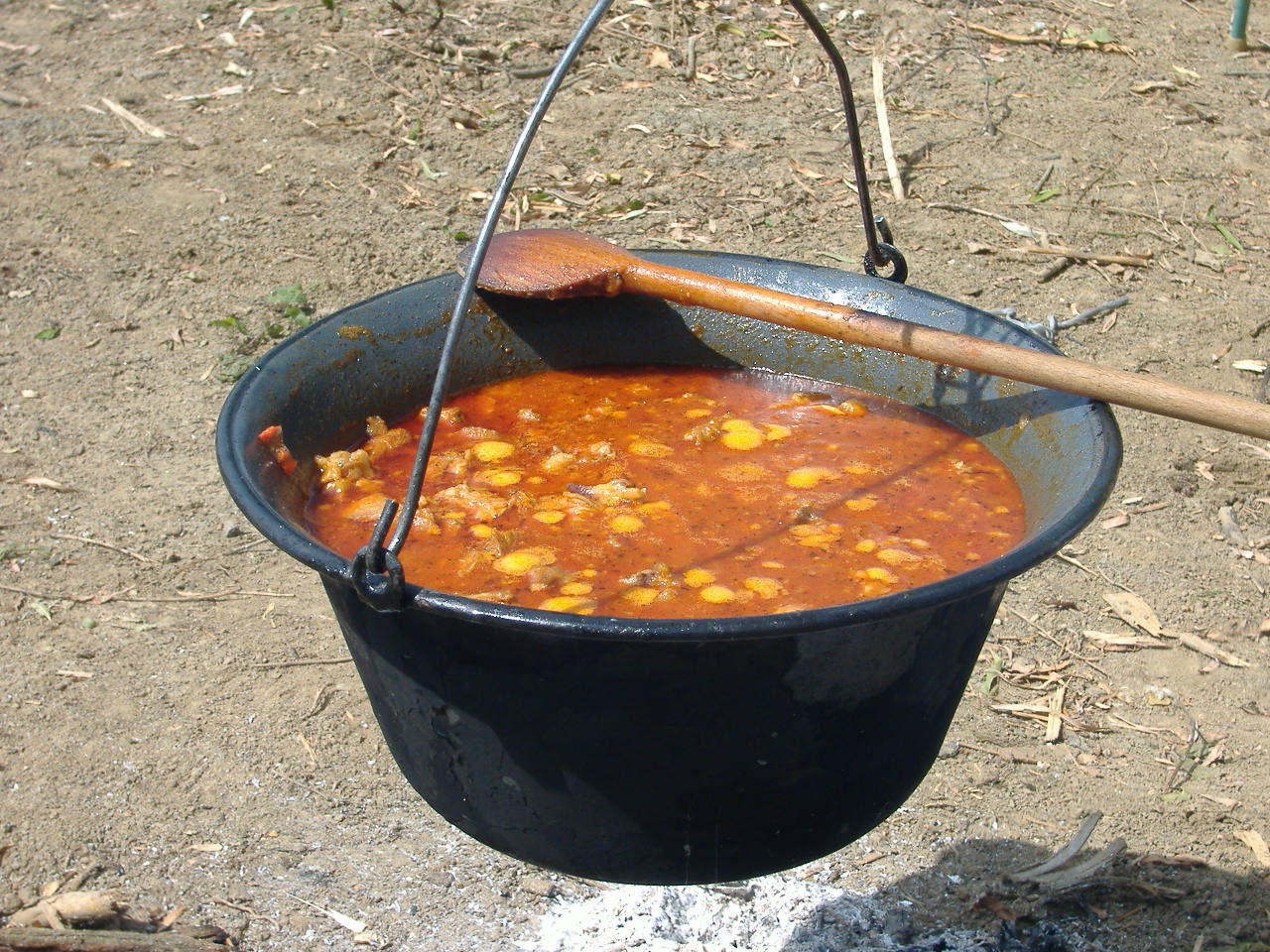
ボグラチ

ボグラチ（Bograč）は、スロヴェニア北東部のプレクムリエ地方の郷土料理。
ハンガリーの伝統的な料理グラーシュによく似ている。材料は豚肉、牛肉、猪肉、ジャガイモ、タマネギ、ニンニク、パプリカ、塩。
他のグラーシュと異なる点は、肉を3種類使う点とジャガイモを別個に調理せずにスープと一緒に料理する点である。